# АЕС Хосе Кабрера
АЕС Хосе Кабрера (ісп. Central nuclear José Cabrera) - закрита атомна електростанція в центральній частині Іспанії.
АЕС розташована на березі річки Тагус в муніципалітеті Альмонасід-де-Соріта провінції Гвадалахара за 80 км на схід від Мадрида. За 45 км на північ від станції знаходиться діюча АЕС Трільйо.
АЕС Хосе Кабрера (Соріта) - перша АЕС Іспанії. Будівництво станції розпочалося в 1964 році, а 13 серпня 1969 року його дала перший струм у мережу. Всього на АЕС Хосе Кабрера був побудовано і запущено один реактор типу PWR компанії Westinghouse потужністю 160 МВт, який пропрацював аж до закриття 30 квітня 2006 року.

## Інциденти
Наприкінці 2003 року на єдиному реакторі АЕС Хосе Кабрера (Соріта) були виявлені серйозні неполадки. Зокрема система подачі води в реактор не забезпечувала належного тиску, відповідно надходячий об'єм води не був достатній для охолодження реактора. Ще однією проблемою став болт, який робочі упустили в реактор при вивантаженні паливних елементів. Незважаючи на зупинку реактора і виємку всього палива - болт виявити так і не вдалося. Наслідки цього, на думку вчених, передбачити було неможливо.
Проте, в січні 2004 року, після місяця ремонтних робіт реактор знову був запущений за рішенням Ради з ядерної енергії Іспанії, незважаючи на протести місцевих жителів, а також екологічних організацій, зокрема Грінпіс.

## Інформація по енергоблокам
| Реактор        | Тип реактора    | Потужність (нетто) | Потужність (брутто) | Початок будівництва | Фізпуск    | Підключення до мережі | Введення в експлуатацію | Завершення експлуатації |
| -------------- | --------------- | ------------------ | ------------------- | ------------------- | ---------- | --------------------- | ----------------------- | ----------------------- |
| Хосе Кабрера-1 | PWR, W (1-loop) | 141 МВт            | 150 МВт             | 24.06.1964          | 30.06.1968 | 14.07.1968            | 13.08.1969              | 30.04.2006              |